# Kiszombor
Kiszombor ist eine Großgemeinde im Kreis Makó im Komitat Csongrád-Csanád im Süden von Ungarn nahe der Grenze zu Rumänien mit 3722 Einwohnern (1. Januar 2017). Das Dorf ist für eine romanische Rundkirche aus dem 11. Jahrhundert bekannt.

## Lage und Verkehr
Kiszombor liegt in der Großen Ungarischen Tiefebene, deren Höhe weniger als 100 Meter beträgt. Ein Kilometer nördlich des Ortes fließt der Maros (rumänisch Mureș) vorbei, bevor er weiter westlich bei Szeged in die Theiß mündet. Die flache Landschaft ist durch alluviale Ablagerungen beider Flussläufe geprägt, die aus Schluff, Lehm und Sand bestehen. Die horizontale Schwemmebene weist minimale Höhenunterschiede von einem bis zwei Metern auf, wobei die Extremwerte im Gebiet Kiszombor 78 und 85 Meter betragen. Letztgenannte Höhe erreicht der sechs Meter aufragende Hügel Nagyhalom rund zwei Kilometer südwestlich des Ortes nahe der alten Straße zum rumänischen Dorf Beba Veche (ungarisch: Òbéba). Dort wurden Anfang des 20. Jahrhunderts mehrere Hundert Gräber aus dem 1. Jahrtausend entdeckt. Das Dorf Kiszombor ist landwirtschaftlich geprägt und von kleinparzellierten Feldern umgeben, auf denen hauptsächlich Mais, Weizen und Sonnenblumen angebaut werden.
Erreichbar ist Kiszombor auf der Hauptstraße 43 (43-as főút), die von Szeged (27 Kilometer westlich) nach Makó (6 Kilometer östlich) führt. Zwischen beiden Städten verkehren regelmäßig Linienbusse, die teilweise bis Gyula fahren. Von der Hauptstraße zweigt in Kiszombor eine Straße in südöstlicher Richtung zum 5 Kilometer entfernten Grenzübergang nach Rumänien und zum ersten rumänischen Dorf Cened ab. Die nächste Stadt in Rumänien, Sânnicolau Mare, ist auf dieser Strecke 25 Kilometer entfernt.
Kiszombor ist auch eine Haltestelle an der eingleisigen Nebenlinie der Bahn, die Újszeged (Stadtteil von Szeged) mit Makó und dem weiter nordöstlich gelegenen Békéscsaba verbindet. Die Strecke von Szeged über Kiszombor nach Makó wurde 1883 durch die Bahngesellschaft Arad–Csanádi Vasút in Betrieb genommen. Die Teilstrecke von Szeged nach Mezőhegyes wurde hingegen im Jahr 2023 außer Betrieb genommen.

## Geschichte

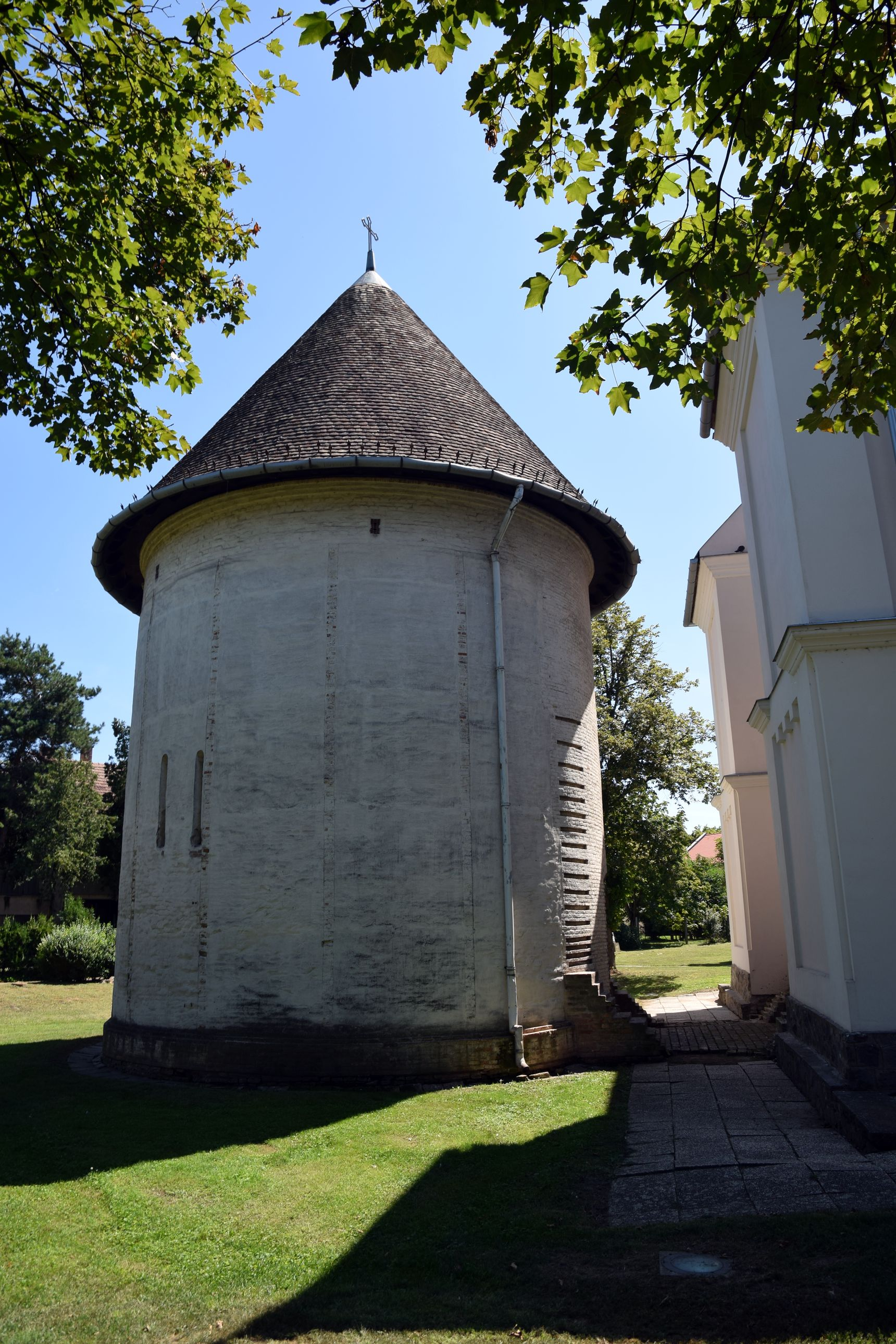
Rundkirche aus dem 11. Jahrhundert mit dem abgetrennten Kirchenschiff von 1910.

In den Jahren 1877 und 1915 wurden zwei Gräberfelder in der Nähe von Kiszombor entdeckt, weitere Friedhöfe wurden 1928 (Kiszombor-B und Kiszombor C), 1930 (Kiszombor-E und Kiszombor-F) und vermutlich vor 1937 (Kiszombor-Juhászhalom) lokalisiert. Die Friedhöfe belegen eine Besiedlung der Region in prähistorischer Zeit, während des Römischen Reiches und im frühen Mittelalter (Awarenzeit) bis ins 10./11. Jahrhundert. Auf der natürlichen Erhebung Nagyhalom (Kiszombor C) führte Ferenc Móra 1928 die ersten Grabungen durch, bei denen er in der ersten Saison 426 Gräber eröffnete. Freigelegt wurden seitdem Hügelgräber aus der Kupfersteinzeit (3600–2700 v. Chr.), Artefakte aus der späten Eisenzeit und Grabbeigaben, die mehrheitlich aus der Zeit der Landnahme (ungarisch honfoglalás) durch die magyarischen Einwanderer stammen. Topfscherben aus der Bronzezeit werden auf 2600 bis 2000 v. Chr. datiert. Die bronzezeitlichen Funde im Karpatenbecken werden nach ihrer Lage am Fluss Maros einer Maroskultur zugeordnet. Eine weitere Grabstätte (Kiszombor-Nagyszentmiklós) mutmaßlich aus dem 11. Jahrhundert wurde 1964 untersucht. Im Jahr 2003 fanden erneut umfangreiche Grabungen an der Stätte Kiszombor C statt. Einige Gräber ließen sich Kelten und Sarmaten zuordnen, ferner wurden aufgrund der Grabfunde von Kiszombor Populationen von Gepiden und Hunnen erkannt. Köcher für Pfeile als Grabbeigaben vom 10. bis zum Ende des 11. Jahrhunderts verweisen auf die Ankunft der nomadischen Magyaren aus dem Osten, die mit Pfeil und Bogen jagten. Um 900 begannen sie unter ihrem Anführer Árpád im Gebiet von Ungarn sesshaft zu werden. Mit der fortschreitenden Christianisierung um diese Zeit wurden den Verstorbenen keine Köcher mehr beigegeben. In einigen Gräbern fand man eine große Menge an Waffen (Pfeile, Bögen und Messer) sowie Pferdegeschirr. Insgesamt sind über 100 archäologische Stätten in der Umgebung von Kiszombor bekannt.
Eine Zumbur genannte Siedlung wird erstmals in einem Dokument aus dem Jahr 1247 erwähnt. In weiteren Quellen aus dem 13. Jahrhundert kommt die Siedlung unter den Namensvarianten Zumbor, Sumbur, Zombor und Sombor vor. Um diese Zeit war Kiszombor im Besitz der Csanád-Familie. König Sigismund erhob den Ort 1418 in den Rang einer Marktgemeinde und 1536 bezeichnete ihn der ungarische Erzbischof Miklós Oláh in seiner geographischen Beschreibung Ungarns als Stadt. Mit der verlorenen Schlacht bei Mohács 1526 begann die rund 150-jährige Vorherrschaft des Osmanischen Reiches über Ungarn. Der Ortsname Zombar ist noch auf der ersten ungarischen Landkarte von 1528 verzeichnet. Bald danach wurde der ungesicherte Ort schon bei den ersten türkischen Überfällen verwüstet und von seinen Einwohnern verlassen.
Im Frühjahr 1647 ließen sich 15 katholische Einwandererfamilien an der einzig noch erhaltenen Rundkirche nieder. Die weitere Besiedlung des Ortes begann nach der 1686 beendeten Türkenherrschaft und der Wiederherstellung des Königreichs Ungarn. Der österreichische Kanzler verkaufte 1781 Kiszombor und die Gehöfte in der Umgebung an Mátyás József Oexel (1729–1803), der zu einer aus Deutschland stammenden und in Komárom lebenden Adelsfamilie gehörte. Deren Vorfahr Jacob Oexel wurde 1714 von Karl III. in den Adelsstand erhoben. Nach dem Tod von Mátyás József Oexel wurden die Ländereien auf seine drei Söhne aufgeteilt. Im Jahr 1846 änderte die Familie, die für die weitere Entwicklung des Ortes prägend war, unter Beibehaltung des Adelstitels ihren Namen in Rónay.
In den Jahren 1831, 1836 und 1873 gab es Ausbrüche von Cholera; 1849, 1874 und 1877 wurden etliche Gebäude durch Feuer zerstört. Dennoch wuchs die Zahl der Bewohner ab der zweiten Hälfte des 19. Jahrhunderts rasch: Im Jahr 1851 lebten 2586 Einwohner in Kiszombor und 1890 waren es 3994. Nach dem Maximum von 5534 Einwohnern 1949 ging deren Zahl auf 4310 im Jahr 1990 zurück.

## Ortsbild

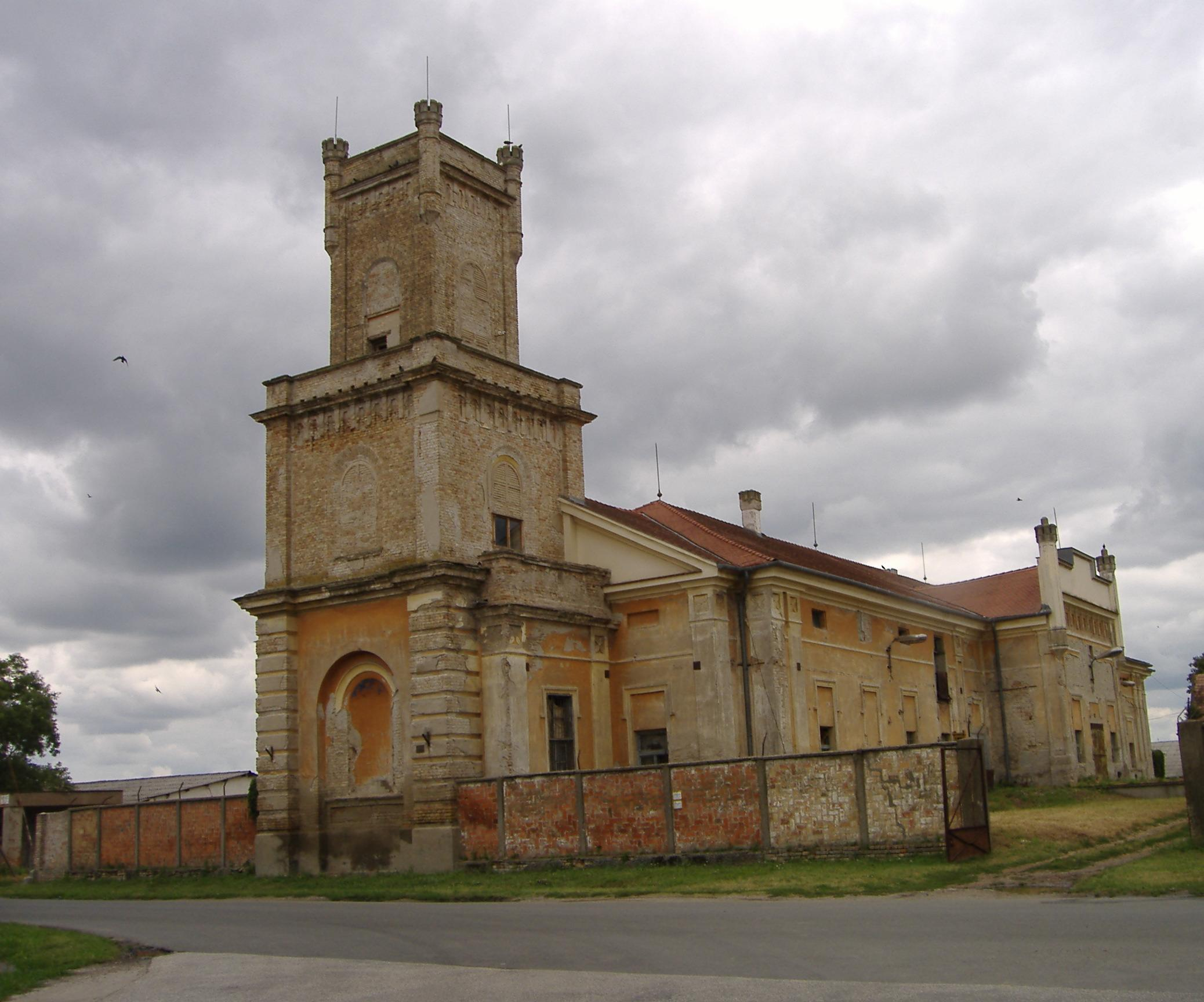
Schloss Rónay, erbaut 1859.

Die Anordnung der Straßen ergibt unterschiedlich große, langrechteckige Parzellen mit Reihen von freistehenden Wohnhäusern, deren Giebel meist zur Straße orientiert ist. Die schmalen Grundstücksflächen hinter den Häusern werden zur Selbstversorgung bewirtschaftet. Der gesamte Ort erstreckt sich südlich der Landstraße 43 und der parallel zu ihr verlaufenden Bahnlinie. Die vom Bahnhof nach Süden führende Straße (Makói utca) kreuzt im Ortszentrum die József Attila utca, an der sich die innerörtliche Bushaltestelle befindet.

### Schloss Rónay
Das dominierende Gebäude an dieser Kreuzung ist das von Móricz Rónay (1813–1890) im Jahr 1859 im romantischen Stil errichtete Schloss. Móricz Rónay war Notar von Nagybecskerek und später Verwalter des Komitats Torontál. Seine Witwe Johanna Kiriák wurde 1899 Eigentümerin des Schlosses, das sie an den Richter und Verwalter von Torontál Jenő Rónay (1854–1920) verkaufte. Ab 1901 lebte dieser mit seiner großen Familie in Kiszombor und ließ das Schloss renovieren. Der letzte private Eigentümer war Péterné Blaskovich Magda Rónay. Im Zweiten Weltkrieg wurde das Schloss geplündert und später dem Verfall überlassen. Nach der Verstaatlichung 1950 diente das Gebäude zeitweilig als Lagerhalle.
Die im 19. Jahrhundert im Gefolge des ungarischen Nationalismus gepflegte romantische Architektur ist eine aus dem Klassizismus hervorgegangene Stilmischung, die sich unter anderem frühchristlicher und islamischer Formelemente bediente. Die Architektur des Schlosses nimmt Anleihen beim Schloss Miramare in Triest, etwa bei den Schmuckbastionen, die an den Ecken des annähernd quadratischen, klassizistischen Turms aufgesetzt sind. Die ornamentalen Rundbögen an den drei abgetreppten Geschossen des Turms verweisen auf den in Deutschland Mitte des 19. Jahrhunderts aufgekommenen Rundbogenstil. Der Turm ist der Giebelseite eines langen Gebäudeteils mit Satteldach vorgebaut. Gegenüber dem Risalit an der Mitte der einen Längsseite ragt auf der anderen Seite ein repräsentativer Portalvorbau mit fünf Rundbogenarkaden, die ein Tympanon tragen, hervor.

### Pfarrkirche Mariä Himmelfahrt

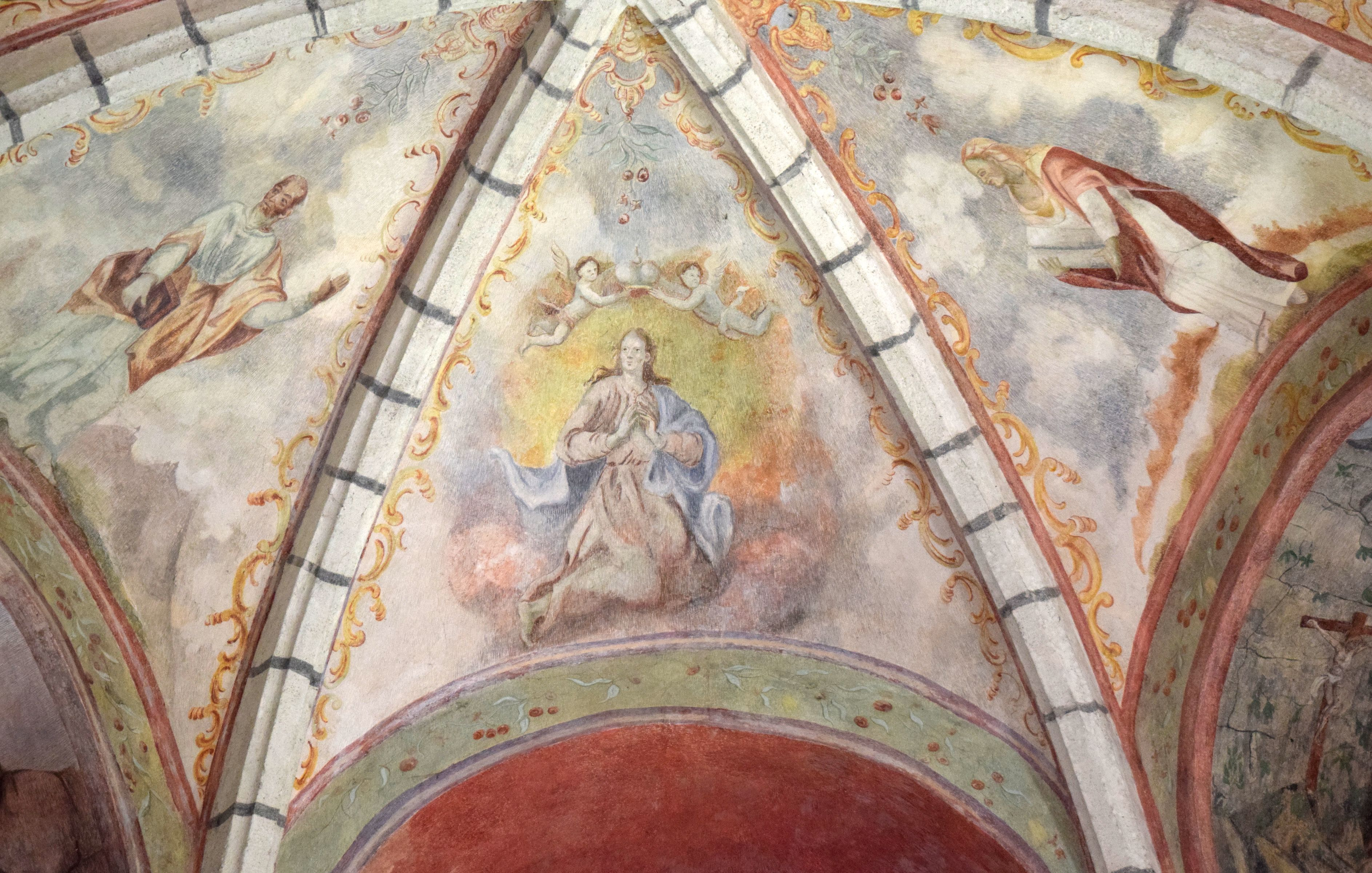
Rundkirche, Deckengemälde über der zentralen Nische aus dem 18. Jahrhundert.

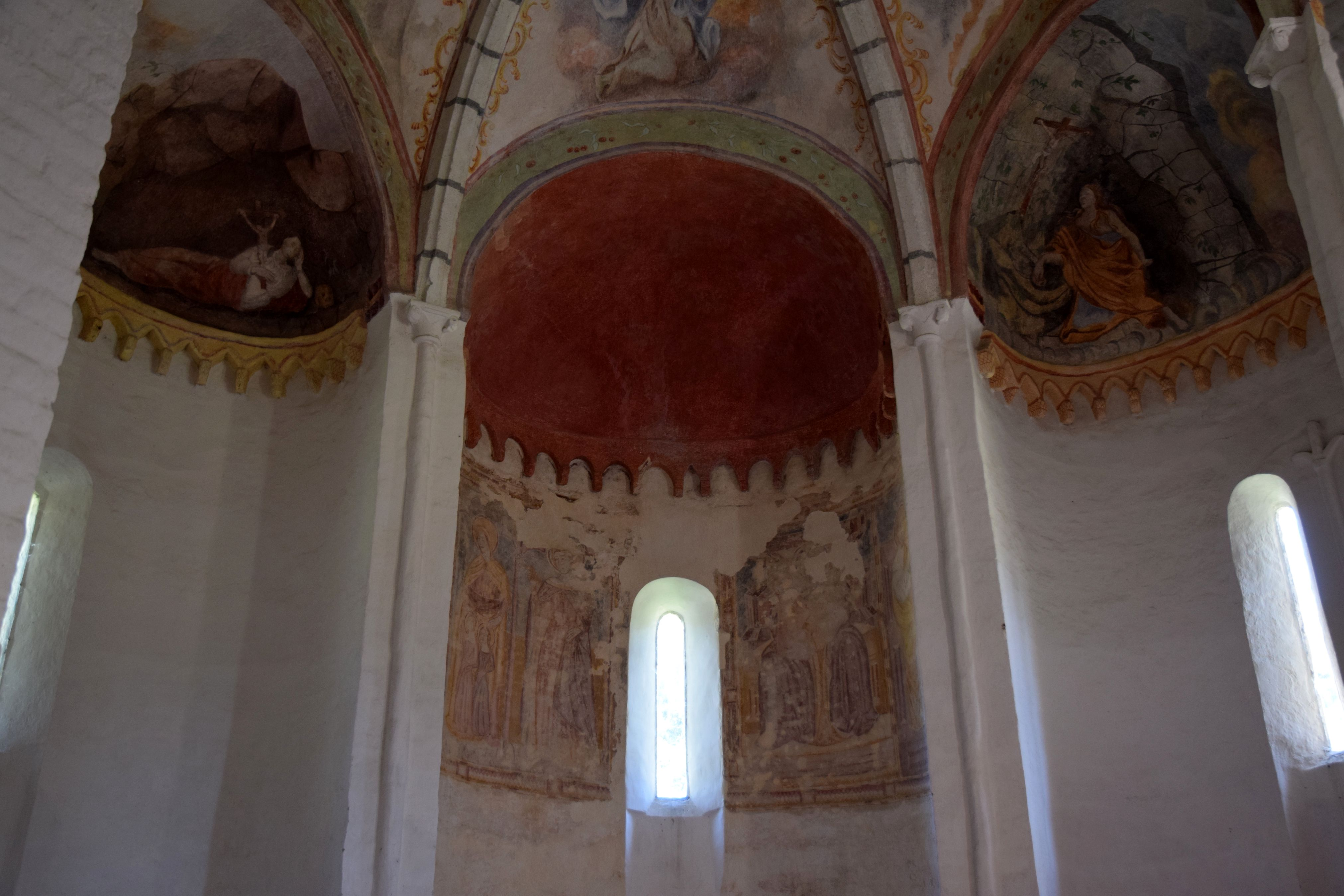
Rundkirche, zentrale Nische mit Malereiresten aus dem 14. Jahrhundert.

Das kunstgeschichtlich bedeutendste Gebäude in Kiszombor ist eine romanische Rundkirche aus dem 11. Jahrhundert, die wohl als Sippenkirche (Geschlechterkirche) eines Feudalherren erbaut wurde. Dörfliche Rundkirchen als Sonderformen der meist dreiteiligen (Chor im Osten – Kirchenschiff – Turm im Westen) Sippenkirchen der Kleinadligen werden auf dem Gebiet des heutigen Ungarn nach ihrem Grundriss zwei Typen zugeordnet. Überwiegend westlich der Donau entstanden unter böhmischem und mährischem Einfluss innen und außen annähernd kreisrunde Kirchengebäude, von denen die Rundkirche von Öskü, die Sankt-Anna-Rundkirche von Kallósd (Ende 13. Jahrhundert) sowie außerhalb Ungarns die Rotunde St. Katharina in Znojmo (Tschechien), die Georgs-Rotunde von Skalica (Slowakei), die Margaretakirche von Šivetice (Slowakei) und die Sankt-Nikolai-Kirche in Selo (Slowenien, 13. Jahrhundert) erhalten geblieben sind. Die Rundkirche von Szalonna im Nordosten Ungarns vom Ende des 11. Jahrhunderts besitzt eine halbkreisförmige Apsis. Die bald zu klein gewordene Kirche wurde Ende des 13. Jahrhunderts im Westen um einen wesentlich größeren rechteckigen Saal erweitert.
Die Kirche von Kiszombor gehört zum zweiten Typ von Zentralbauten östlich der Donau, deren als Vierpass- oder Sechspassanlage gestalteter Innenraum mutmaßlich von armenischen Vorbildern beeinflusst wurde. Zu ihnen gehören die Dorfkirchen von Pápoc (bei Sárvár, um 1220) mit Vierpass und von Karcsa (11. Jahrhundert). Letztere wurde neben der Pfarrkirche von Kiszombor als einzige Rundkirche in Ungarn mit einem Sechspassgrundriss konzipiert. Des Weiteren blieb in der früheren ungarischen Gemeinde Gerény (heute ein Teil von Uschhorod, Ukraine) eine griechisch-katholische Rundkirche aus dem 11./12. Jahrhundert, die ursprünglich sechs halbrunde Nischen besaß, als Altarraum eines später angebauten rechteckigen Kirchenschiffs erhalten.
Vermutlich war die Rundkirche von Kiszombor ursprünglich mit einem sechseckigen Tambour und einer Kuppel bekrönt, wie dies bis heute bei der Kirche von Gerény der Fall ist. Während des Mongolensturms, dem die Ungarn 1241 in der Schlacht bei Muhi unterlagen, wurde die Kuppel zerstört. Daraufhin wurde die Kirche mit einem frühgotischen, aus sechs Segmenten bestehenden Kreuzgewölbe überdacht. Dessen Rippen werden von frühgotischen Säulenkapitellen getragen, die auf den vorhandenen Wandsäulen aufsitzen. Nach dem Ende der Türkenherrschaft erwies sich die unversehrt gebliebene Kirche bei der Wiederbesiedlung des Ortes bald als zu klein. Im Jahr 1744 errichtete man einen hölzernen Glockenturm und 1776 kam ein angebautes barockes Kirchenschiff hinzu, das im folgenden Jahr eingeweiht wurde. Nachdem diese Kirche 1903 baufällig geworden war, wurde 1904 der Glockenturm abgerissen und 1910 das Kirchenschiff im neoromanischen Stil zu seinem heutigen Aussehen umgebaut, wobei die verbundene Rundkirche die Funktion des Chors übernahm.
Bei Rekonstruktionsarbeiten zwischen 1975 und 1983 wurde die Verbindung zwischen dem Kirchenschiff und der Rotunde getrennt, damit sich wieder die ursprüngliche Raumwirkung des freistehenden Baus ergab. Erhaltene Mauerreste im Bereich des Sockels lassen die Lage der entfernten Verbindungsmauern erkennen. Außen ist die Kirche kreisrund und besitzt ein Kegeldach. Der Innenraum ist ringsum in sechs 2 bis 2,5 Meter breite Nischen gegliedert, die von halbrunden Kuppeln abgeschlossen werden. Ein Bogenfries betont den Übergang zwischen Wandflächen und Kuppeln.
Schäden im unteren Teil der Wände durch aufsteigendes Wasser aus dem Boden wurden in den Jahren zwischen 1975 und 1983 beseitigt. Im oberen Wandbereich der zentralen östlichen Nische, sind Fresken aus dem frühen 14. Jahrhundert erhalten. Sie zeigen unter anderem die Heilige Elisabeth, das Schweißtuch der Veronika, die Anna selbdritt und die sitzende Figur eines Apostels. Die Malereien in den Nischenkuppeln und auf den Feldern des Kreuzgewölbes stammen aus dem 18. Jahrhundert. Die römisch-katholische Pfarrkirche gehört zum Bistum Szeged-Csanád.

### Weitere historische Gebäude

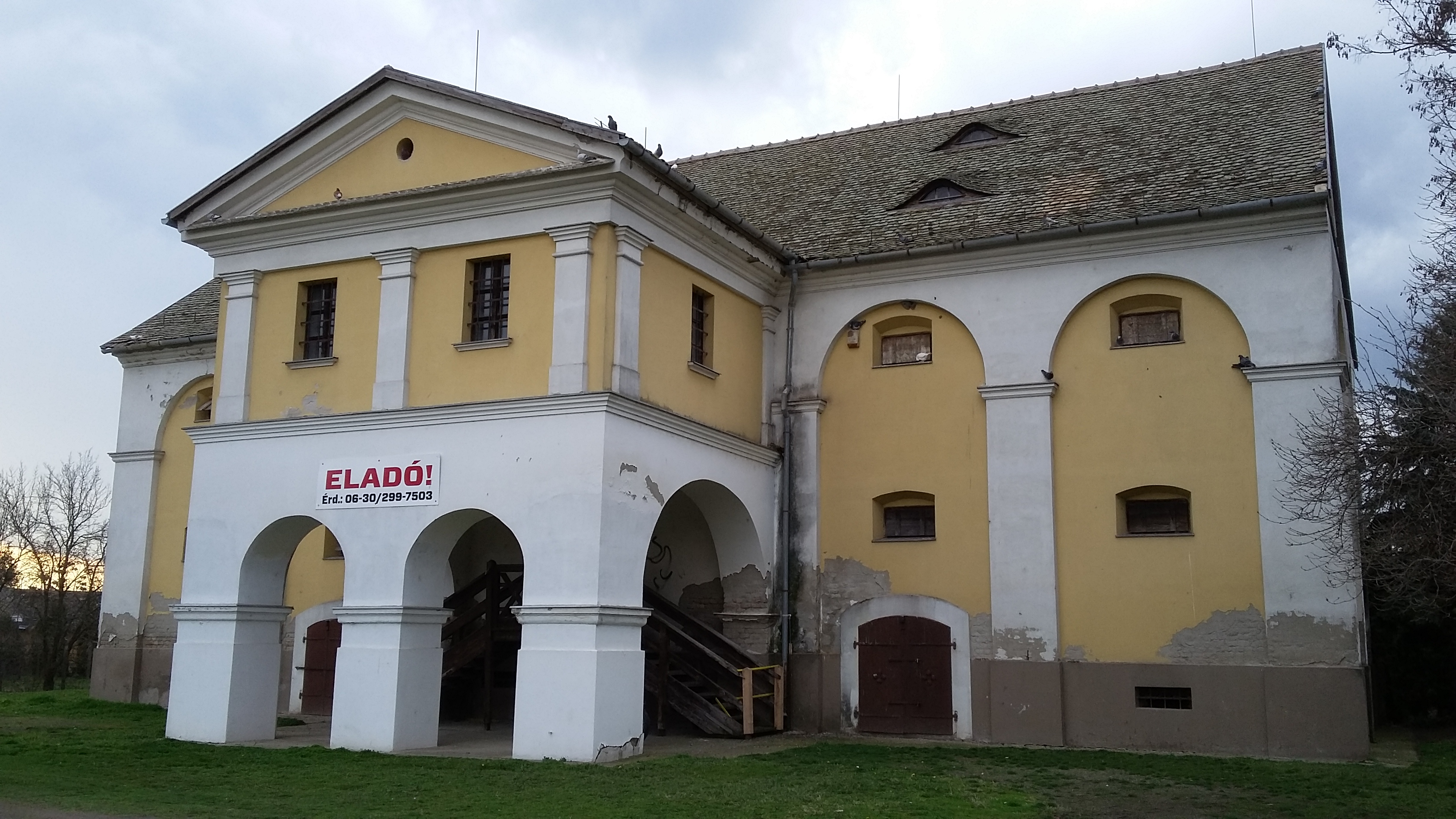
Ehemaliger Getreidespeicher, um 1835.

Der ehemalige Getreidespeicher mit Portikus in der Nähe des zentralen Platzes Szent István tér (in der Óbébai utca 2) wurde um 1935 im klassizistischen Stil erbaut. Das Anwesen war ursprünglich im Besitz von Tibor Rónay. In der sozialistischen Zeit wurden die Nebengebäude abgerissen. Die Fassade des für Ungarn einzigartigen Speicherhauses ist durch rundbogige Blendnischenarkaden gegliedert, die sich über beide Stockwerke erstrecken. An der zur Straße orientierten Längsseite ragt ein mächtiger Portikus über dem Treppenaufgang hervor. Die klassizistischen Pilaster des Portikus tragen ein Tympanon und ein flaches Satteldach. Der Gesamteindruck entspricht eher dem eines Herrenhauses als eines Zweckbaus. Das Gebäude steht leer und ist zum Verkauf ausgeschrieben (Stand 2019).

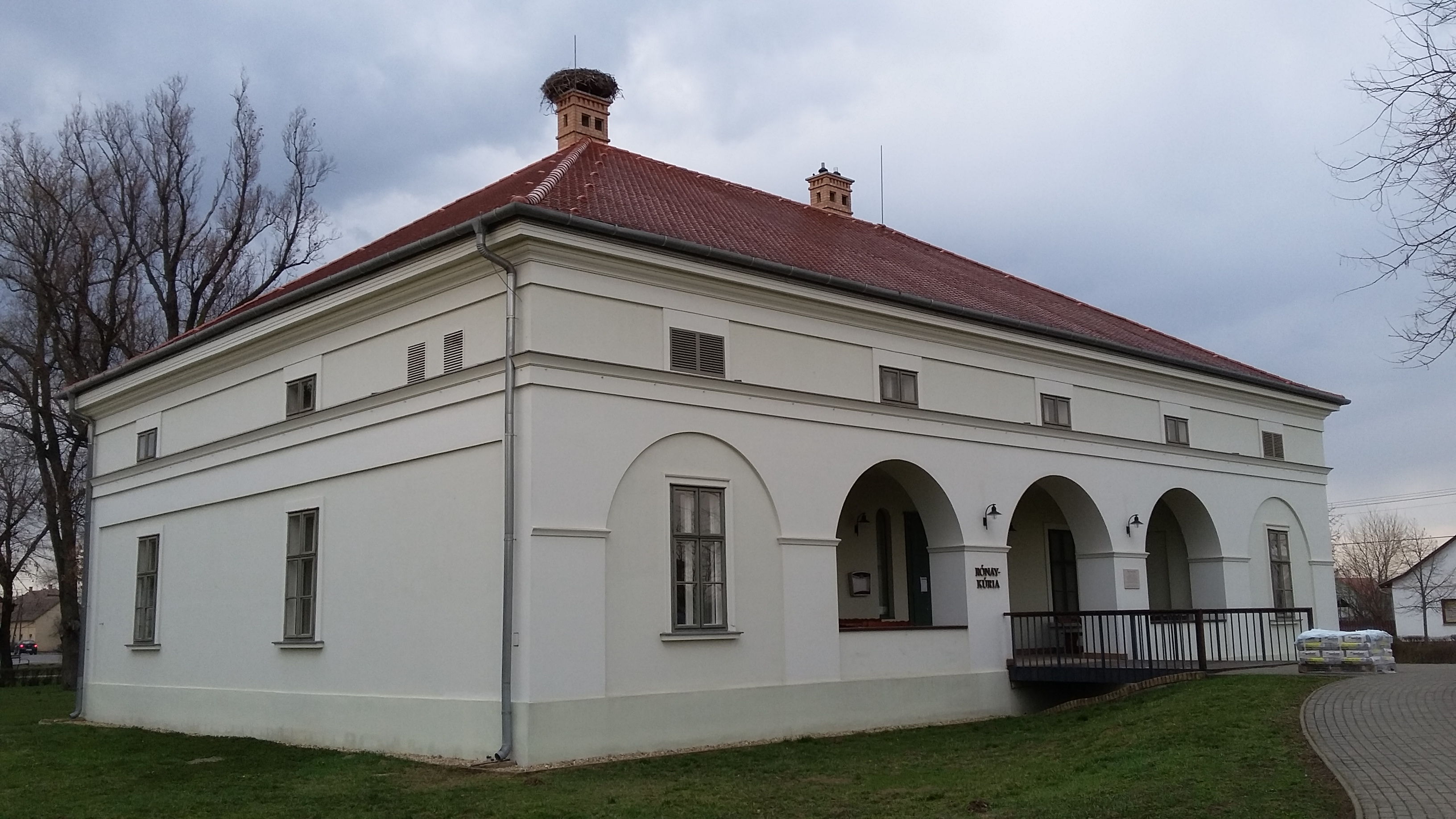
Villa Rónay von 1835.

Die Villa Rónay ist ein um 1835 errichtetes klassizistisches Herrenhaus in der Szegedi utca 11 B. Der Architekt des zweigeschossigen Gebäudes mit Walmdach ist nicht bekannt. Nach der Verstaatlichung in der sozialistischen Zeit wurde es 1955 zu einem Restaurant umgebaut. Die ursprünglichen Fenstergrößen blieben erhalten, wurden aber für den Einbau einer Küche um vier weitere Fenster an der Nordwand ergänzt. Die Ostseite wird in der Mitte von drei breiten Rundarkaden geprägt, die äußeren beiden Rundbögen wurden beim Umbau zugemauert und sind als Blendnischen erkennbar. Die beiden Schornsteine stammen vom ursprünglichen Bau und können benutzt werden. Das zuletzt 2005 restaurierte Gebäude ist heute ein Speiselokal, das unter dem Namen Rónay-Kúria firmiert. An der Westseite öffnet sich die Terrasse zu einem parkähnlichen Garten.

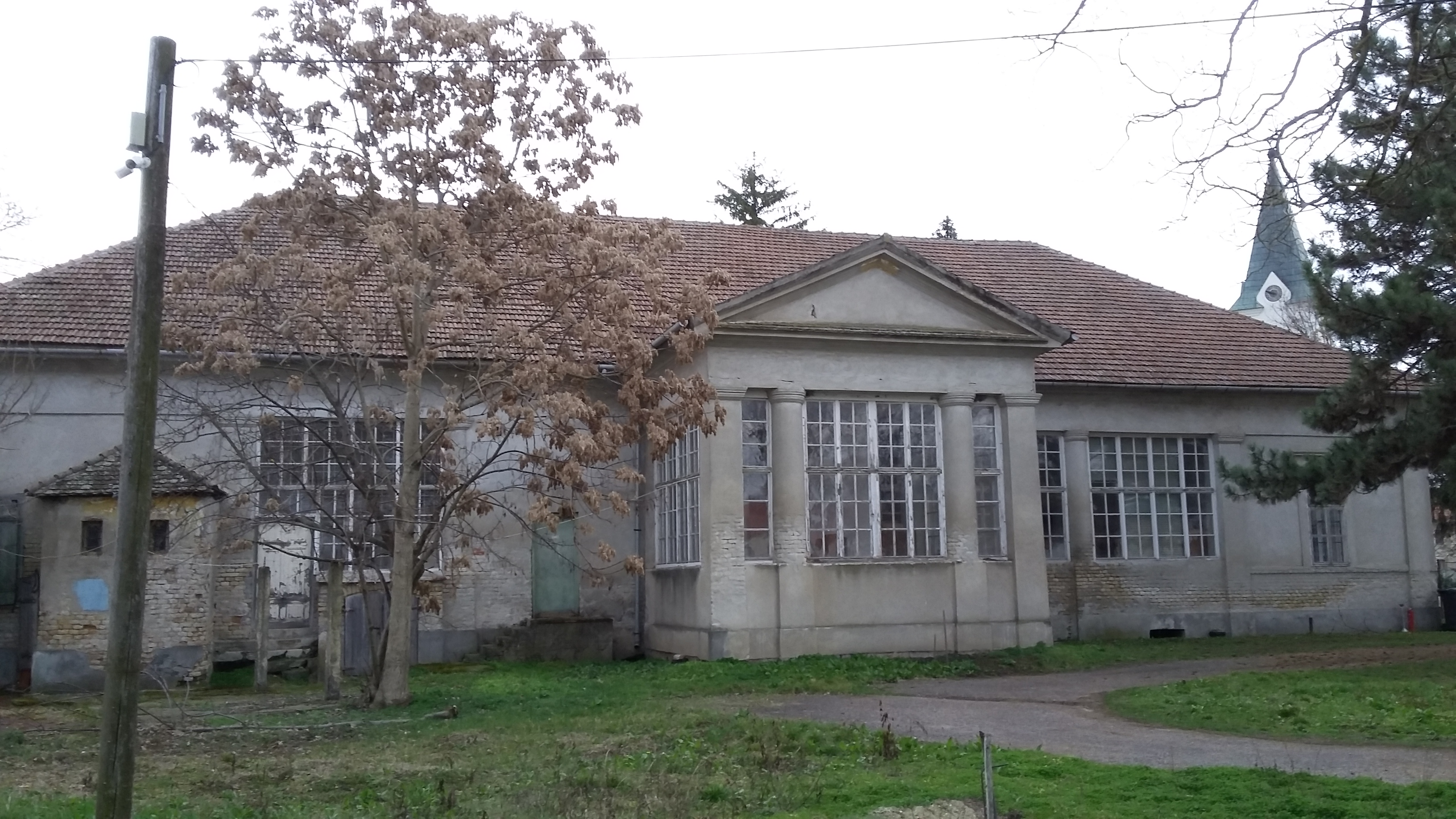
Rónay-Tibor-Herrenhaus, vor 1835.

Das klassizistische Rónay-Tibor-Herrenhaus am Szent István tér 2 entstand vor 1835 und gehörte zuletzt bis zur Verstaatlichung 1949 Tibor Rónay (1893–1980). Heute ist das Gebäude im Besitz einer landwirtschaftlichen Produktionsgenossenschaft. Das langgestreckte eingeschossige Gebäude mit Walmdach besitzt in der Mitte einer Längsseite einen annähernd quadratischen Vorbau mit einem Tympanon darüber.
Eine Saalkirche ohne Glockenturm für die Minderheit der reformierten Christen (Kiszombor-Maroslelei Református Missziói Egyházközség) befindet sich in der Kossuth utca am Westrand des Ortes.